# NGC 41
NGC 41是飛馬座的一個漩涡星系。星等為13.9，赤經為12分48秒，赤緯為+22°1'26"。在1864年10月30日被首次發現。